# 梅津ノリジ
梅津 ノリジ（うめづ ノリジ、本名：梅津 典司、1961年5月17日 - ）は、日本の俳優、プロデューサー。
静岡県出身。身長172cm。体重67kg。血液型A型。所属事務所はオフィスプラム。
趣味は映画鑑賞、サッカー観戦。資格は大型自動車・牽引自動車第一種免許を持っている。

## 出演

### 映画
- 熱帯歌のその後 (2006年) 第9回IMF一般部門入選作品
- 陸上生活 (2006年) うえだ城下町映画祭第4回映画コンテスト大賞作品
- キャラウェイ（2007年）
- キヲクドロボウ（2007年) うえだ城下町映画祭第5回映画コンテスト大賞作品
- RUDY SOUP (2007年) 第10回IMF一般部門入選作品
- ラーメンガール アメリカ映画 (2008年) クレジット無し
- 東京 (2009年) うえだ城下町映画祭第7回映画コンテスト大賞作品
- メリーゴーラウンド (2011年) 第7回 山形国際ムービーフェスティバル2011入選作品

### テレビドラマ
- 初仕事納め（2005年、フジテレビ）行司 役
- 下町ロケット (2011年、WOWOW)

### CM
- ダイワ精工
- メガネトップ
- 離煙パイプ

### PV
- MALCO 男だ☆光るぜ

### WEB
- 川崎汽船 「エルガス編」〜マイナス162度の微笑〜 K-STONES-SEVEN MOVIE Vol.1
- IBM Lotus Notes Movie
- NECソフト ヒヤヒヤする男

### DVD
- 下町ロケット (2012年、ポニーキャニオン)
- 品格ない日本人 DVD&BOOK
- キャラウェイ〜恋愛ばんざい〜

### スチール
- NECソフト
- ライオン
- マルハン
- 日経トレンディ